# (96086) Toscanos
(96086) Toscanos est un astéroïde de la ceinture principale.

## Description
(96086) Toscanos est un astéroïde de la ceinture principale. Il fut découvert par Cornelis Johannes van Houten, Ingrid van Houten-Groeneveld et Tom Gehrels le 29 septembre 1973 à l'observatoire Palomar. Il présente une orbite caractérisée par un demi-grand axe de 3,94 UA, une excentricité de 0,142 et une inclinaison de 4,9° par rapport à l'écliptique.
Il fut nommé en référence à Toscanos, site archéologique d'Espagne, près de Torre del Mar, en Andalousie. Il abrite les ruines d'une colonie phénicienne du Ier millénaire av. J.-C.

## Compléments